# 로코코 주제에 의한 변주곡 (차이콥스키)
첼로와 오케스트라를 위한 《로코코 주제 변주곡》(Variations on a Rococo Theme), Op.33는 차이콥스키가 쓴 작품 중 가장 협주곡과 유사한 형식의 곡이다. 변주곡 형식은 차이콥스키의 롤 모델이었던 모짜르트에 의해 고안된 형식으로, 이를 통해 차이콥스키가 고전 양식을 매우 선호했음을 알 수 있다. 하지만, 주제는 로코코에 기원을 두고 있지 않고 실제로는 원래 주제가 로코코 양식인 것이다.
차이콥스키는 이 작품을 독일의 첼리스트이자 모스크바 음악원의 교수였던 빌헬름 피첸하겐(Wilhelm Fitzenhagen)을 위해 작곡했다. 피첸하겐은 1877년 9월 30일 모스크바에서 니콜라이 루빈스타인의 지휘로 이 곡을 초연했다. 이 연주는 1941년까지 피첸하겐의 수정 없이 차이콥스키가 작곡한 원래의 모습대로 연주된 유일한 공연이었다.

## 관현악적 특징
이 작품은 다소 규모가 축소된 오케스트라를 위해 쓰였는데, 여기에는 각각 한 쌍의 목관 악기들과 두 대의 호른, 그리고 현악기가 포함된다. 이러한 '규모의 소형화'는 18세기 오케스트라의 특징을 반영한 것이라고 할 수 있겠다.

## 편곡 연주
2000년, 트럼페터 세르게이 나카리아코프는 이 작품을 플루겔호른용으로 편곡한 버전으로 연주했다.